# أرتيسونات
الأرتيسونات (بالإنجليزية: Artesunate) هو جزء من مجموعة الأرتيميسينين من العقاقير التي تعالج الملاريا. وهو مشتق شبه اصطناعي من الأرتيميسينين وهو قابل للذوبان في الماء، وبالتالي قد يعطى عن طريق الحقن. يختصر أحيانا بالرمز AS.

## الاستخدام
يتم استخدام الأرتيسونات في المقام الأول لعلاج الملاريا، وقد ثبت أيضا أن فعاليته تقدر بأكثر من 90 ٪ في الحد من إنتاج البيض في عدوى البلهارسيا البولية.
وفقا لمنظمة الصحة العالمية، فإن الحقن العضلي، والحقن الوريدي، أو الأرتيسونات المعطاة داخل المستقيم هي أولى علاجات الملاريا الحادة. في المناطق حيث تكون نسبة العدوى عالية، فإن التجارب العشوائية على البالغين والأطفال الآسيويين والأفريقيين تؤيد بشدة استخدام الأرتيسونات أكثر من الكينين كعلاج أمثل لعلاج الملاريا المنجلية falciparum malaria.

## الجرعة
لا توجد أشكال مرخصة من الأرتيسونات المتاحة في الولايات المتحدة أو المملكة المتحدة. في المملكة المتحدة، الأرتيسونات هو متاح على أساس اسم المريض فقط.
- جرعتة في الوريد IV لعلاج الملاريا الحادة:

2.4 ملجم / كجم (جرعة التحميل) لأكثر من 5 دقائق.
جرعة 2.4 ملغم / كغم بعد 12 ساعة.
2.4 مغ / كغ مرة واحدة يوميا بعد ذلك.
يجب دائما أن يعطى الأرتيسونات مع مضاد ملاريا آخر مثل الميفلوكين أو الأمودياكين لتجنب تطور مقاومة. تم العثور على مجموعة من الأرتيسونات/الأمودياكين ليكون معادلا للأرتيميثير المتشارك.
الملاريا الحادة أثناء الحمل، توصي منظمة الصحة العالمية بالأرتيسونات أو الكينين خلال الأشهر الثلاثة الأولى والأرتيسونات كعلاج أول خلال الثلث الثاني والثالث.

## الاصطناع
يتم تحضير الأرتيسونات من dihydroartemisinin (DHA) عن طريق التفاعل مع أنهيدريد حمض السكسينيك في وسط قلوي. وقد استخدم كل من البيريدين كأساس/مذيب، بيكربونات الصوديوم في الكلوروفورم ومحفز بمركب DMAP، وثلاثي إيثيل أمين في 1,2-ثنائي كلورو إيثان، مع نواتج تصل إلى 100٪. عملية واسعة النطاق تنطوي على معاملة DHA في ثنائي كلورو ميثان مع خليط من البيريدين، وكمية من المحفز DMAP وحمض السكسينك. يحرك الخليط ثنائي كلورو ميثان لمدة 6-9 ساعات للحصول على الأرتيسونات في العائد الكمي. ثم يعاد بلورة المركب من ثنائي كلورو ميثان. ويتم تشكيل ألفا الارتيسونيت حصرا من هذه العملية.(MP 135-137 ˚ C).

## المقاومة على الدواء
قد أظهرت الأدلة السريرية مقاومة للدواء في غرب كمبوديا، حيث يعد استخدامه كمعالجة أحادية أمرا شائعا. هناك حتى الآن لا توجد أية تقارير عن المقاومة الناشئة في أماكن أخرى.

## المصدر
- موسوعة العلوم العربية